# Narceína
La narceína es un alcaloide del opio producido por Papaver somniferum, se encuentra en una proporción 0.1-0.5%. Es un compuesto cristalino, amargo, con efectos narcóticos y fue formalmente utilizado como un sustituto de la morfina. Su nombre se deriva de la lengua griega νάρκη (nárkē), que significa somnolencia. Se han reportado procesos de semisíntesis a partir de la morfina y la gnoscopina
El material anhidro es muy higroscópic. UV: max(etanol) 270 nm (log e 3.98). Por lo general el alcaloide se obtiene como trihidrato.